# 王虹 (數學家)
王虹（1991年—），广西桂林人，是一位中國数学家， 其研究領域涉及傅立葉分析、幾何測度論及相關問題。她以2022年獲頒「瑪麗安·米爾札哈尼新前沿獎」而聞名，2024年因發布證明開放問題三維空間內的挂谷集合猜想的論文而備受矚目。

## 生平
王虹於1991年出生於廣西桂林。其父母均為平樂縣一所中學的教師。她在小學期間曾跳過兩級，2004年起就讀於桂林中學。 2007年，16歲的她以653分的高考成績，提前被北京大學地球與空間科學學院錄取，一年後轉入數學科學學院， 2011年本科畢業後赴法國留學。2014年，她取得巴黎綜合理工學院工程師學位与巴黎第十一大學碩士學位雙學位。 2019年，她在導師拉里·古思指導下取得麻省理工學院數學博士學位，隨後於普林斯頓高等研究院從事博士後研究。
王虹曾加入加州大學洛杉磯分校擔任數學助理教授， 現任紐約大學科朗數學科學研究所副教授。 2025年9月1日，她將正式加入法國高等科學研究所，擔任數學終身教授。

## 榮譽與認可
王虹是2022年「瑪麗安·米爾札哈尼新前沿獎」得主，獲獎理由為「在限制猜想、局部平滑猜想及相關問題上的突破性進展」。
2025年2月26日，王虹與合作者約書亞·扎爾在arXiv發布預印本論文，聲稱解決了挂谷集合猜想在三维空间中的情形。該猜想被形容為『幾何測度論中最受矚目的未解決的問題之一』，而此證明被視為該領域的重大突破。

## 外部連結
- 王虹的個人網頁
- 王虹在Google Scholar上的資料